# Gustav Mahler
Gustav Mahler (pron. [ˈmaːlɐ]; Kaliště, 7 luglio 1860 – Vienna, 18 maggio 1911) è stato un compositore e direttore d'orchestra austriaco del periodo tardo-romantico.
Iniziò giovanissimo a studiare musica e riuscì, per le sue innate, grandi predisposizioni, a entrare nel prestigioso conservatorio di Vienna dove si diplomò in soli tre anni nel 1878. Nel 1880 iniziò la carriera di direttore d'orchestra che lo condusse alla direzione dell'Opera di Vienna. Egli portò ben presto l'istituzione a livelli eccelsi; i dieci anni della sua conduzione divennero mitici nella storia del teatro.
Come direttore d'orchestra ebbe una grandissima fama, ma in vita venne sottovalutato come compositore. In effetti, la composizione fu per Mahler un'attività necessariamente part-time, dati gli impegni da direttore d'orchestra che occupavano gran parte della sua vita. La sua grande capacità creativa lo portò comunque a comporre una quantità di opere, pur relativamente limitata dal punto di vista meramente numerico, comunque non indifferente sotto quello dell'intensità: nove sinfonie, una decima rimasta incompleta, e diversi cicli di lieder per voce e orchestra.
Predilesse, come Bruckner, le costruzioni orchestrali colossali, a volte ipertrofiche. Rivoluzionò la forma della sinfonia, intrecciando il lied alla partitura orchestrale e introducendo, accanto a momenti estremamente raffinati, anche elementi legati alla vita quotidiana, come canzoni, marce, valzer, il tutto legato in costruzioni di grande sapienza che riflettono la complessità e il caos del mondo moderno.
Tra i cicli di lieder composti due sono divenuti famosi: i Kindertotenlieder, intensi e dalla grande poesia, e quello che da molti è considerato il suo capolavoro, Das Lied von der Erde, su testi di poeti cinesi.
Dmitri Shostakovich e Benjamin Britten ammirarono molto la musica di Mahler, così come Leonard Bernstein, il quale contribuì decisamente alla riscoperta della sua musica incidendone, tra le altre cose, l'integrale sinfonica.

## Biografia
(Gustav Mahler)

### I primi anni
Gustav Mahler nacque nel 1860 a Kalischt, in Boemia, allora parte dell'Impero austriaco, da Bernhard e Marie Hermann. La sua famiglia era di origine ebraica-ashkenazita e di lingua tedesca. A pochi mesi dalla nascita, si trasferì a Iglau, Jihlava, nella attuale Repubblica Ceca.
La sua infanzia fu funestata dalla morte di diversi fratelli. Aiutato dal padre, che in giovinezza strimpellava il violino, e dal pianista Julius Epstein, nel 1875 riuscì a entrare al conservatorio di Vienna, che frequentò per tre anni, ottenendo consensi, ma anche incorrendo in incidenti con i professori per il suo carattere turbolento e a volte collerico. In questo clima strinse una buona amicizia con Hugo Wolf, Hans Rott, i fratelli Rosè e Rudolf e Heinrich Krzyzanowski. Il sodalizio intellettuale e artistico con il compositore Anton Bruckner si rivelò utile anche in campo lavorativo.
La prima composizione conosciuta di Gustav Mahler, risalente al 1876, è un Klavierquartett in La minore, nato come saggio per il conservatorio e di cui si possiedono il primo tempo e 27 battute del secondo. A parte le composizioni distrutte o incomplete del periodo giovanile, ci sono pervenuti Lieder per tenore e pianoforte su testi composti dallo stesso Mahler, dedicati alla giovinetta Josephine Poisl. 
Del 1880 è Das klagende Lied (Canto di lamento), ancora su testo proprio.
A seguire compose i cinque Lieder und Gesänge aus der Jugendzeit (Canti della giovinezza, 1880-1883 e 1887-1890) e i Lieder eines fahrenden Gesellen (Canti di uno in cammino o Canti di un viandante, 1884).

### Direttore d'orchestra
Dopo aver completato gli studi al conservatorio, Mahler ebbe le prime esperienze nella direzione d'orchestra a Bad Hall nell'estate 1880 dove il repertorio era l'operetta. Negli anni seguenti continuò la sua carriera di direttore presso altri importanti teatri d'opera dell'Europa centrale: Lubiana nel 1881 dove diresse anche Il trovatore, Olomouc nel 1883 dove tra l'altro, diresse Carmen, Vienna e Kassel nell'agosto 1883 dove fu il direttore per Der Freischütz, Praga nel 1885, Opera di Lipsia dal 1886 e Budapest nel 1888.
Nel 1887 Mahler fu chiamato a sostituire il celebre direttore Arthur Nikisch per il ciclo l'Anello del Nibelungo di Richard Wagner a Lipsia; il grande successo ottenuto contribuì ad accrescere la sua fama ed il suo prestigio come direttore sia fra i critici musicali sia presso il pubblico.

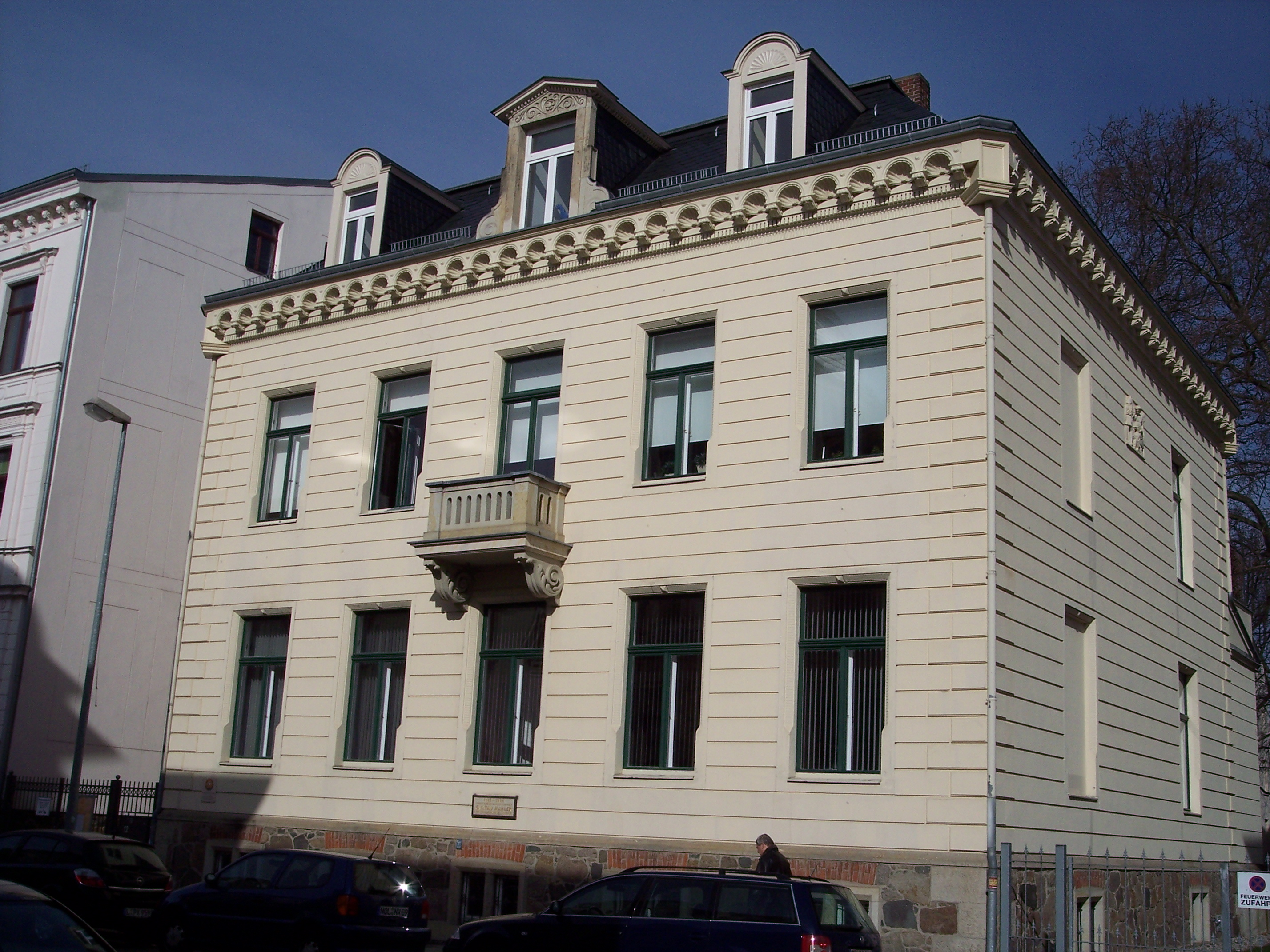
Casa di Mahler a Lipsia, dove compose la sua Sinfonia n. 1.

Analoga fortuna non ottennero invece le sue composizioni: risalgono a questo periodo il completamento dell'opera teatrale Die Drei Pintos di Carl Maria von Weber, che nel gennaio 1888 riscosse critiche altalenanti e non è riuscita ad entrare stabilmente nel repertorio operistico, e la Sinfonia n. 1 in Re maggiore Il Titano, ispirata all'omonimo romanzo di Jean Paul, che fu più volte riveduta dall'autore anche a causa della fredda accoglienza ricevuta. Sempre nel 1888 tornò a Praga per dirigere Die Drei Pintos e Der Barbier von Bagdad di Peter Cornelius e, grazie al suo amico Guido Adler, dal mese di ottobre lavorò al Teatro dell'Opera di Budapest, che in quel periodo era coinvolto nella magiarizzazione culturale, dirigendo Das Rheingold e Die Walküre in ungherese (gennaio 1889). L'estate seguente, dopo una breve visita a Iglau, si recò a Monaco dove venne sottoposto a un intervento chirurgico per l'aggravarsi delle emorroidi di cui soffriva.
Dopo aver diretto con successo Don Giovanni a Budapest dal maggio 1891. lavorò all'Opera di Amburgo dove, nella prima stagione, diresse per la prima volta Tristan und Isolde, poi Tannhäuser e Sigfrido, nel 1892 la prima tedesca di Evgenij Onegin, alla presenza di Čajkovskij, e il 21 ottobre Djamileh.
Dal 1893 al 1896 Mahler trascorse i periodi di vacanza estivi a Steinbach am Attersee in Alta Austria, località in cui continuò la revisione della Sinfonia n. 1 (la prima esecuzione era stata il 21 novembre 1889 a Budapest e la seconda il 27 ottobre 1893 ad Amburgo), compose la seconda sinfonia che debuttò con successo a Berlino il 13 dicembre 1895, abbozzò la terza sinfonia, e scrisse la maggior parte dei Lieder del ciclo Des Knaben Wunderhorn (Il corno magico del fanciullo), basato su un famoso ciclo di poesie curato da Achim von Arnim e Clemens Brentano.
Ancora ad Amburgo nel 1894 introdusse Falstaff e Hänsel e Gretel e diresse la Sinfonia n. 9 di Beethoven.

### Vienna

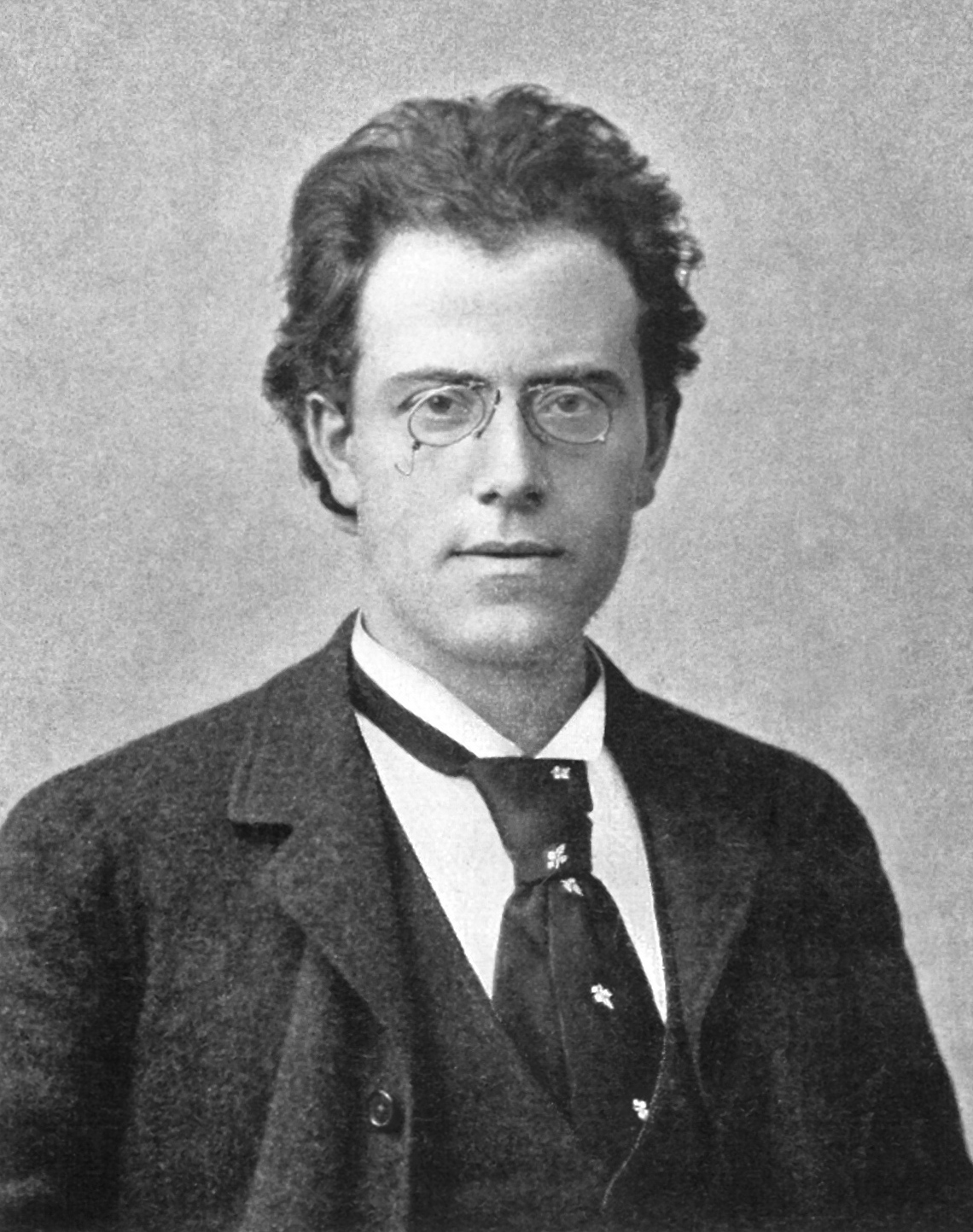
Gustav Mahler, 1892

Nel 1897 Mahler, che aveva allora trentasette anni, ricevette l'incarico di direttore della K. u K. Hofoper (Imperial Regia Opera di Corte oggi Wiener Staatsoper), vale a dire la posizione musicale più prestigiosa dell'Impero austriaco; poiché si trattava di un "ufficio imperiale" secondo la legge austro-ungarica in vigore l'incaricato non poteva essere di religione ebraica. Mahler, che mai era stato un ebreo devoto e praticante, si convertì, per ragioni pragmatiche, al cattolicesimo, religione che comunque non gli era estranea: da ragazzo infatti era stato corista in una chiesa cattolica, dove il maestro del coro gli aveva anche insegnato a suonare il pianoforte. Nonostante ciò, quella di Mahler non fu una conversione sincera e aveva acconsentito con riluttanza al battesimo, dopo il quale non andò mai in chiesa, eccetto che per il suo matrimonio, né si confessò mai, e fu spesso descritto come un agnostico, ma la sua produzione musicale mostra elementi vicini ad un panteismo naturalistico con ascendenze nietzschiane, rappresentate, per esempio, dal I movimento della Sinfonia n. 3 (una sorta di marcia per il risveglio del dio Pan o della Natura) e nell'utilizzo, nel IV movimento, di un testo tratto dallo Zarathustra; o ancora in uno dei suoi ultimi capolavori, Das Lied von der Erde; anche l'uso dell'inno cattolico Veni creator spiritus nella prima parte della sua ottava sinfonia, sinfonia corale, congiuntamente alle scene faustiane della seconda parte, sono declinati più in senso panteistico che confessionale. In ogni caso lo spirito e lo stile ebraici rimangono ampiamente presenti in tutta la sua musica, per esempio l'uso di temi in stile Klezmer nel terzo movimento della prima sinfonia.
Nei dieci anni di direzione all'Opera di Vienna, Mahler rinnovò profondamente il repertorio di quell'istituzione musicale e ne migliorò la qualità artistica, riuscendo a piegare sia gli esecutori sia gli ascoltatori alla sua visione della musica e dell'arte. Quando egli ricevette l'incarico, le opere più popolari erano il Lohengrin, la Manon di Massenet e Cavalleria rusticana; il nuovo direttore decise un nuovo corso più concentrato verso il repertorio del periodo classico, cominciando dalle opere di Christoph Willibald Gluck e di Wolfgang Amadeus Mozart, avvalendosi anche della collaborazione del pittore Alfred Roller per la messa in scena di originali produzioni del Fidelio, di Tristan und Isolde, e del ciclo L'anello del Nibelungo.
A Vienna nel 1897 diresse L'Africaine, La sposa venduta, Le prophète, Die Walküre, Sigfrido, Il crepuscolo degli dei, Dalibor, Evgenij Onegin e Der Fliegende Holländer, nel 1898 Djamileh, Aida e Donna Diana di Emil von Reznicek, nel 1899 Lo speziale, Die Opernprobe di Albert Lortzing, Der Bärenhäuter di Siegfried Wagner, Mignon ed Il demone, nel 1900 la prima di Es war einmal di Alexander von Zemlinsky, Iolanta e Così fan tutte, nel 1901 Rienzi e Le allegre comari di Windsor, nel 1902 Feuersnot di Richard Strauss, Der dot mon di Josef Forster, Gli ugonotti e La dama di picche, nel 1903 Euryanthe e Louise, nel 1904 Der Corregidor di Hugo Wolf e Fidelio, nel 1905 Das war ich di Leo Blech, Die Abreise di Eugen d'Albert e Le donne curiose, nel 1906 Die Entführung aus dem Serail e Der Widerspenstigen Zähmung di Hermann Goetz, nel 1907 Ifigenia in Aulide e nel 1908 Tiefland di d'Albert dirigendo in 346 recite viennesi.
Nell'aprile 1899 dirige la sua Sinfonia n. 2 a Vienna. Sempre nel 1899 e poi nel 1910 egli diresse le versioni da lui rivedute della seconda e della quarta sinfonia di Robert Schumann.
Agli inizi del Novecento Vienna era una delle città più grandi ed importanti del mondo, capitale di un grande impero multinazionale nell'Europa centrale e centro molto vivace dal punto di vista artistico e culturale; Mahler conosceva molti fra gli intellettuali ed artisti che a quel tempo vivevano a Vienna, fra gli altri i pittori Gustav Klimt ed Egon Schiele.

### La maturità, le composizioni, il matrimonio
Mahler lavorava per nove mesi l'anno all'Opera di Stato, gli restava così solo il periodo estivo per dedicarsi alla composizione; egli era solito passare le estati a Maiernigg sul lago Wörthersee ed in questa località idilliaca compose quattro sinfonie (dalla quinta all'ottava), i Rückert-Lieder, i Kindertotenlieder (Canti per i fanciulli morti), entrambi basati su poesie di Friedrich Rückert, e Der Tamboursg'sell, l'ultimo dei suoi lieder per Des Knaben Wunderhorn. Egli si fece costruire una piccola abitazione, in realtà un'unica stanza di circa 20 m², senza bagno, dove amava trascorrere in solitudine le giornate, componendo musica. La piccola stanza è ancora oggi visibile e visitabile a pagamento.

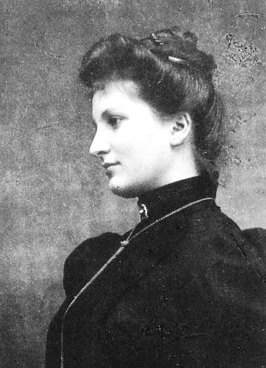
Alma Mahler Schindler nel 1899.

Nel giugno del 1901 Mahler si trasferì in una nuova villa sul lago sempre a Maiernigg in Carinzia. Il 9 marzo 1902 Mahler sposò Alma Schindler, di vent'anni più giovane e figliastra del noto pittore viennese Carl Moll. Alma era musicista e compositrice, tuttavia il marito le proibì di continuare a cimentarsi con la composizione. Mahler collaborò e si legò di amicizia anche con altre donne, soprattutto con la violista Natalie Bauer-Lechner, che aveva conosciuto durante il periodo di studi a Vienna e che fu molto vicina al musicista, sostenendolo con affetto. Alma e Gustav ebbero due figlie: Maria Anna (detta Putzi, 1902-1907), che morì a quattro anni di difterite nel corso delle vacanze estive a Maiernigg, ed Anna (detta Gucki; 1904-1988), che, pure ammalatasi dello stesso morbo, riuscì a guarirne e divenne da adulta una scultrice.

### Gli ultimi anni
Nel 1908 e per tre anni Mahler mutò il luogo delle vacanze estive e della attività compositiva, e scelse un maso in prossimità di Dobbiaco, in Alta Val Pusteria, nella regione storica del Tirolo. Ivi sostanzialmente compose la sua nona sinfonia, Das Lied von der Erde e l'incompiuta Sinfonia n. 10.
Al Metropolitan Opera House di New York debuttò il 1º gennaio 1908 dirigendo Tristan und Isolde con Louise Homer poi Don Giovanni con Antonio Scotti ed Alessandro Bonci, Fyodor Chaliapin e Marcella Sembrich, Die Walküre, Siegfried e Fidelio, nel 1909 Le nozze di Figaro con Geraldine Farrar e La sposa venduta e, infine, nel 1910 La dama di picche con Alma Gluck dirigendo in cinquantaquattro recite.
Dal 1909 al 1911 fu il direttore musicale della New York Philharmonic.
Malato gravemente di cuore all'incirca dal 1907, Mahler fu più volte costretto a sottoporsi a delicate terapie mediche, e si rivolse invano a celeberrimi specialisti che, però, non poterono far altro che constatare la gravità del suo male, una endocardite maligna ed incurabile.
Mahler ebbe un trionfale, ultimo successo con la sua Ottava sinfonia a Monaco il 12 settembre 1910. Volle tornare a Vienna dagli USA (dove risiedette per circa un anno e dove ottenne strepitosi successi concertistici) dopo aver tentato delle cure a Parigi che non ebbero però l'esito sperato. Morì nel sanatorio Löw di Vienna il 18 maggio 1911, lasciando incompiuta la sua Decima sinfonia. 
Contributi alla sua biografia ci sono dati dalla moglie Alma e dall'amica Natalie Bauer-Lechner. Il biografo e musicologo Henry-Louis de La Grange ha dedicato gran parte della sua attività a raccogliere materiale su di lui e a studiare la storia della sua vita e della sua opera.

## Le Sinfonie

### Prima sinfonia (Titan)
Nel 1888 Mahler portò a termine la prima versione della Sinfonia n. 1 in re maggiore Il Titano, ispirata all'omonimo romanzo di Jean Paul. La prima esecuzione a Budapest nel 1889 fu quasi un disastro. La sinfonia, inizialmente concepita in cinque movimenti, in seguito fu ridotta in quattro movimenti dopo che Mahler decise di eliminare l'andante intitolato Blumine. Il più noto dei quattro movimenti è sicuramente il terzo, una sorta di marcia funebre, iniziata da un solo di timpani e proseguita un contrabbasso solo, che ripropone una spettrale parodia della canzone popolare per bambini Fra Martino, nella forma di un canone ed in tonalità minore. La marcia funebre lascia poi posto ad una melodia di chiara ispirazione Klezmer, cantabile e, anche questa, malinconicamente infantile.

### Seconda sinfonia (Auferstehung)
I primi successi per Gustav Mahler arrivarono invece con l'esecuzione della Sinfonia n. 2, detta Resurrezione, il cui primo movimento risale al 1888, ma che fu completata solamente sei anni dopo nel 1894. Divisa in cinque movimenti, la seconda sinfonia prevede, oltre alla smisurata orchestra tipica di quasi tutti i lavori mahleriani, anche l'intervento di due voci femminili soliste e del coro ed è la prima delle tre sinfonie in cui Mahler rielabora temi tratti dal proprio ciclo di lieder Des Knaben Wunderhorn (Il corno magico del fanciullo).

### Terza sinfonia
La Sinfonia n. 3 in re minore, composta tra il 1893 e il 1896 a Steinbach, fu eseguita per la prima volta solo nel 1902. La terza sinfonia di Mahler con i suoi sei movimenti e una durata di circa 95 minuti di musica, è la più lunga sinfonia del canone della musica classica e richiede un organico strumentale di grandi proporzioni. Anche il tema conduttore di questa sinfonia, come della precedente, sembra essere l'immortalità: il quarto movimento cita alcuni testi del Così parlò Zarathustra del filosofo Nietzsche, e il quinto un'altra poetica dal Des Knaben Wunderhorn (Il corno magico del fanciullo), dedicate al tema. Insieme alla successiva quarta sinfonia, si mostra dominata da un'attitudine verso la dimensione sognante e naif.

### Quarta sinfonia
La Sinfonia n. 4 (1900), in sol maggiore concluse la trilogia delle sinfonie vocali (la seconda, la terza e la quarta), tematicamente legate ai lieder in precedenza composti su testi del Wunderhorn. L'ultimo movimento è costituito proprio da un lied inizialmente composto per la raccolta del Wunderhorn, intitolato La vita celestiale, affidato alla voce di soprano. La quarta è, dopo la prima, la meno estesa fra le sinfonie di Mahler ed è anche quella che prescrive l'organico strumentale meno numeroso. Consta di quattro tempi: un allegro (anch'esso ricco di reminiscenze tematiche dal "Wunderhorn"), uno scherzo a cui la presenza di un violino accordato un tono sopra gli altri strumenti conferisce un tono a tratti spettrale, un vasto andante e appunto il lied finale.
Theodor Adorno dice del sonaglio che suona all'inizio: "È veramente un campanello birbone, che senza dirlo dice: - Nulla di ciò che state ascoltando è vero".

### Quinta sinfonia
La Sinfonia n. 5, in do diesis minore è del 1903. È anche l'unica sinfonia su cui Mahler tornerà più volte fino alla fine della sua vita, perché non era mai del tutto soddisfatto della strumentazione: la scrisse durante le estati del 1901 e 1902, ma la revisionò per ben sei volte, sia prima della "prima" del 1904 a Colonia, sia dopo, ritoccandone continuamente l'orchestrazione. Consta di cinque movimenti, divisi in tre parti. La prima parte è costituita dai primi due movimenti, fra loro tematicamente legati. Il primo è una marcia funebre in cui compare di nuovo in modo prepotente il gusto sardonico di Mahler; il secondo movimento, in forma-sonata e in la minore, è in un tempo agitato e verso la fine presenta un luminoso tema in modo maggiore che tornerà nel finale della Sinfonia. La seconda parte è costituita per intero da un vastissimo Scherzo in re maggiore, in cui le reminiscenze di Wagner si mescolano con quelle del valzer viennese: quasi un compianto anticipato per un mondo che stava per finire, dieci anni prima de Il cavaliere della rosa di Strauss. L'ultima parte della Sinfonia si apre con il famoso Adagietto, in fa maggiore, forse la pagina più nota di Mahler, utilizzato poi da Luchino Visconti per la colonna sonora del film Morte a Venezia: 103 battute affidate solo agli archi e ad un'arpa. Questa pagina detiene forse un record fra tutti i brani di musica classica: quello della maggiore differenza di durata che è possibile riscontrare fra le varie esecuzioni. Infatti, molti direttori affrontano (metronomo alla mano, più correttamente) questo Adagietto facendolo durare circa otto minuti (probabilmente anche Mahler stesso lo dirigeva così, come possiamo desumere dal raffronto con le incisioni del suo principale allievo, Bruno Walter), ma è possibile ascoltarne esecuzioni incredibilmente dilatate, come quelle di Hermann Scherchen e Bernard Haitink, che sfiorano addirittura i quattordici minuti. La sinfonia si conclude poi con un Allegro che riprende uno dei temi principali dell'Adagietto, eseguendolo in maniera molto più frenetica.

### Sesta sinfonia
La Sinfonia n. 6, in la minore, del 1903-1904 è conosciuta comunemente come Tragica (titolo che non si deve però a Mahler). È in quattro tempi e presenta un'unità tonale del tutto inconsueta nell'autore: ben tre movimenti su quattro, infatti, sono nella tonalità di impianto. È anche l'unica sinfonia mahleriana a terminare con un movimento in tonalità minore (tutte le altre sinfonie, anche le più drammatiche, presentano un finale "positivo", come la prima o la quinta, o quanto meno sereno, come le tre sinfonie del Wunderhorn o la nona).

### Settima sinfonia
La Sinfonia n. 7 (1904-1905) presenta, con i suoi cinque tempi, una struttura "simmetrica". La "chiave di volta" è rappresentata dal movimento più breve, lo Scherzo, che sta in terza posizione, preceduto e seguito da due movimenti in tempo moderato, entrambi denominati "Nachtmusik" (Serenata), mentre i due movimenti estremi sono due Allegri di ampie proporzioni. Introdotto da una frase in tempo più lento, affidata a un flicorno, il primo movimento rimane incerto circa la tonalità fondamentale fra mi minore e si minore. La prima Nachtmusik si distingue per il carattere sarcastico e i ritmi a tratti da marcia (quasi una totentanz). Lo Scherzo porta la curiosa indicazione di tempo "Schattenhaft" (Tenebroso) ed è un pezzo di grande virtuosismo per tutta l'orchestra. Nella seconda Nachtmusik compaiono due strumenti non propri della musica orchestrale, una chitarra e un mandolino, che contribuiscono a dare al pezzo momenti di sonorità insolita e quasi surreale. Degno di nota in questo brano è l'incipit affidato al violino solista: si tratta di una citazione quasi letterale del celebre tema "Amami Alfredo" dalla Traviata di Giuseppe Verdi. Conclude la sinfonia un ampio movimento in tempo veloce, il cui tema principale (una parodistica deformazione dell'incipit dell'ouverture da I maestri cantori di Norimberga) riappare di continuo, quasi come un Leitmotiv, inframmezzato da motivetti giocosi e spesso all'apparenza banali.

### Ottava sinfonia ("sinfonia dei mille")

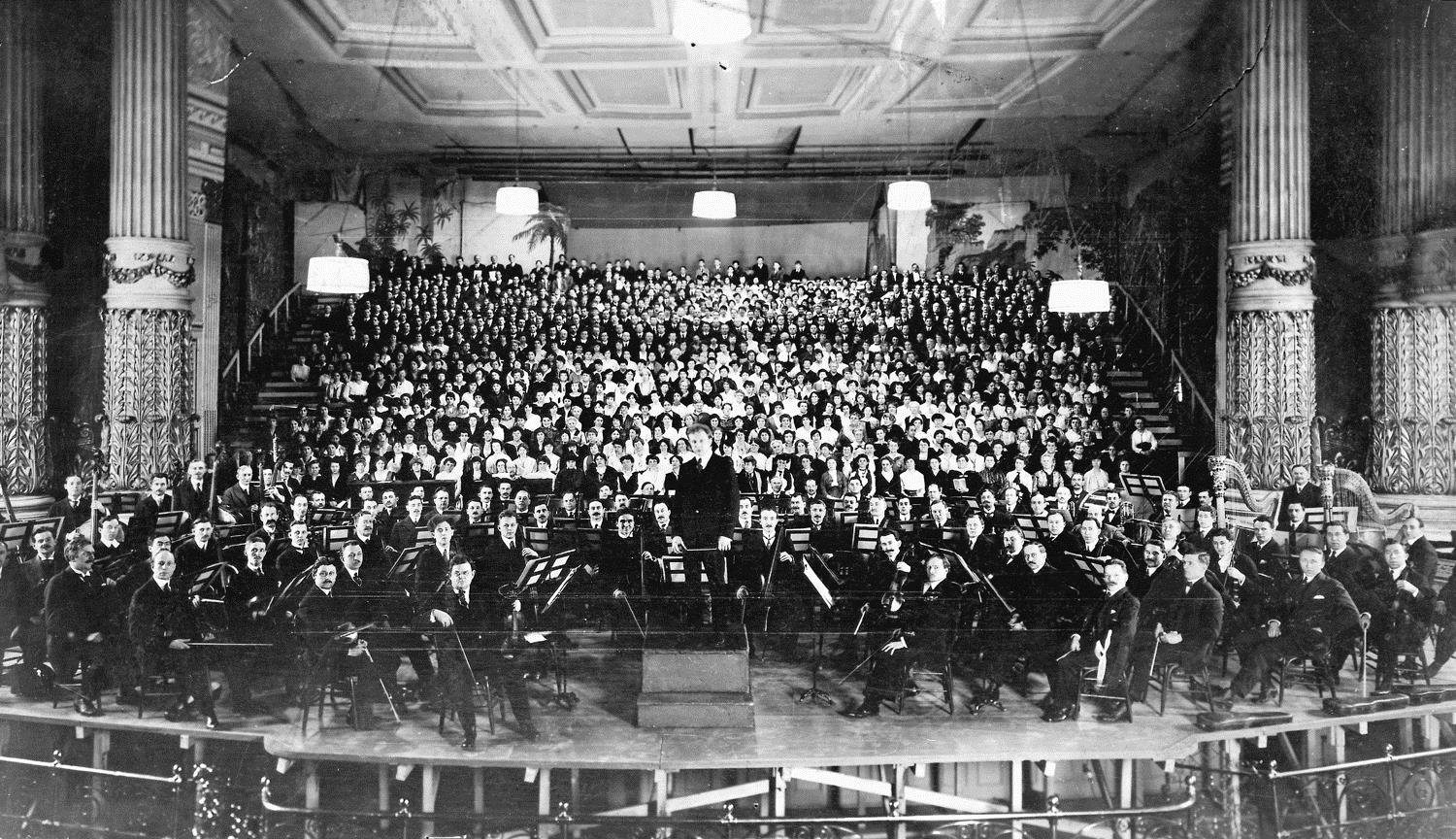
La prima americana della Sinfonia n. 8 (1916): Leopold Stokowski dirige la Philadelphia Orchestra

La Sinfonia n. 8, in mi bemolle maggiore, del 1906, detta Dei mille, in riferimento al numero degli esecutori (circa mille appunto, tra strumentisti e cantanti) è considerata l'opera più problematica di Mahler. In particolare si critica la definizione di sinfonia per l'ottava (essendo completamente cantata), rappresentando essa probabilmente il culmine di quel processo di disgregazione della forma sinfonica comune al periodo post-beethoveniano: lo stesso Mahler scrisse che si trattava di un lavoro «talmente singolare e nella forma e nel contenuto che non è possibile scriverne». Con l'ottava sinfonia, comunque, Mahler ottenne il suo successo più clamoroso e, successivamente, venne considerato l'apice della sua opera da Anton Webern, Arnold Schönberg e Alban Berg. È motivo di discussione l'accostamento dell'inno Veni creator spiritus di Rabano Mauro, musicato nella prima parte, e la scena finale del Faust di Goethe. Schoenberg ebbe a definire le due parti "un'unica idea di inaudita lunghezza e poderosa ampiezza, concepita e dominata nello stesso momento".

### Das Lied von der Erde
La successiva composizione Das Lied von der Erde (Il canto della terra), sottotitolato Symphonie fur eine tenor- und eine alt- (oder bariton-) Stimme und Orchester (nach Hans Bethges Die chinesische Flöte) (Sinfonia per voce tenore e alto (o baritono) e orchestra (da "Il flauto cinese" di Hans Bethge)), non fu direttamente inserita fra le sinfonie numerate di Mahler. Si tratta di un ciclo di lieder in sei parti, che mette in musica altrettanti poemi scelti dalla raccolta pubblicata dal poeta tedesco Hans Bethge, come indicato nel sottotitolo; quella di Bethge fu in realtà un'antologia di riscritture di traduzioni altrui, che partivano da testi di poesia cinese risalente alla dinastia Tang (VII-inizio del X secolo). Leonard Bernstein la definì la più grande sinfonia di Mahler.

### Nona sinfonia
La Sinfonia n. 9, in re maggiore, considerata il vertice delle composizioni sinfoniche del secolo, è del 1909. Il direttore d'orchestra Leonard Bernstein ha paragonato il decisivo – e forse testamentario – ultimo movimento a uno stato di meditazione trascendentale, dove l'ego pare dissolversi in un'ambigua estasi dell'Essere.

### Decima sinfonia
Mahler morì durante la composizione di quella che avrebbe dovuto essere la decima Sinfonia; di essa riuscì a completare solo l'adagio iniziale, in fa diesis maggiore. Fra le numerose ricostruzioni della partitura, le versioni del musicologo Deryck Cooke sono le più eseguite.
Le ultime due sinfonie e Il Canto della Terra vennero composte da Mahler mentre si trovava in soggiorno estivo a Dobbiaco.

## Stile
Tra i più noti apologeti di Mahler ricordiamo Arnold Schönberg e Anton Webern, che diresse varie volte le sue sinfonie (è ricordata in particolare la direzione dell'ottava).
Mahler non rompe il linguaggio tonale, ma lo spinge fino ai limiti delle possibilità. Quirino Principe indica ad esempio di questa affermazione un passo della terza sinfonia: ad un certo punto appare una triade di re minore dei corni che tocca la sensibile. Il do diesis sale alla tonica, ma con molta attesa, e nella nostra mente non c'è la tonica ma la sensibile: addirittura lo stesso passaggio viene riproposto e senza risoluzione.

## Opere
1. Tre Lieder per tenore e pianoforte, su testi di Gustav Mahler, dedicati a Josephine Poisl, 1880
  1. Im Lenz
  2. Winterlied
  3. Maitanz im Grünen
2. Das Klagende Lied, su testo di Gustav Mahler. Testo ultimato il 18 marzo 1878, partitura ultimata il 1º novembre 1880.
  1. Waldmärchen
  2. Der Spielmann
  3. Hochzeitsstück
3. Cinque Lieder (Lieder und Gesänge, vol. I), 1880-1883
  1. Frühlingsmorgen
  2. Erinnerung
  3. Hans und Grethe
  4. Serenade aus «Don Juan»
  5. Phantasie aus «Don Juan»
4. Lieder eines fahrenden Gesellen, testo di Gustav Mahler, 1884
  1. Wenn mein Schatz Hochzeit macht
  2. Ging heut' morgen übers Feld
  3. Ich hab' ein glühend Messer
  4. Die zwei blauen Augen
5. Sinfonia n. 1 in re maggiore, circa 1885-1888
  1. Langsam, schleppend. Immer sehr gemachlich
  2. Blumine (Andante allegretto)[24]
  3. Kräftig, bewegt, doch nicht zu schnell
  4. Feierlich und gemessen, ohne zu schleppen
  5. Stürmisch bewegt. Energisch
6. Nove Lieder da Des Knaben Wunderhorn, per voce e pianoforte, 1888-1891
  1. Um schlimme Kinder artig zu machen
  2. Ich ging mit Lust durch einen grünen Wald
  3. Aus! Aus!
  4. Starke Einbildungskraft
  5. Zu Strassburg auf der Schanz’
  6. Ablösung im Sommer
  7. Scheiden und Meiden
  8. Nicht wiedersehen!
  9. Selbstgefühl
7. Dieci Lieder da Des Knaben Wunderhorn, per voce e orchestra, 1892-1896
  1. Der Schildwache Nachtlied
  2. Verlor'ne Müh’
  3. Trost im Unglück
  4. Wer hat dies Liedlein erdacht?
  5. Das irdische Leben
  6. Des Antonius von Padua Fischpredigt
  7. Rheinlegendchen
  8. Lied des Verfolgten im Turm
  9. Wo die schönen Trompeten blasen
  10. Lob des hohen Verstandes
  11. Es sungen drei Engel
  12. Urlicht
8. Sinfonia n. 2, in do minore, per soprano e contralto solisti, e coro misto, 1888-1894
  1. Allegro maestoso
  2. Andante moderato
  3. In ruhig
  4. Urlicht
  5. Im Tempo des Scherzos. Wild herausfahrend. Wieder sehr breit. Ritardando. Maestoso. Wieder zurückhaltend. Langsam. Misterioso. Etwas bewegter. Mit Aufschwung aber nicht eilen.
9. Sinfonia n. 3, in re minore, per contralto solista, coro femminile e coro di bambini, 1895-1896
  1. Kräftig. Entschieden
  2. Tempo di minuetto: sehr mässig
  3. Comodo. Scherzando. Ohne Hast
  4. Sehr langsam. Misterioso
  5. Lustig im Tempo und keck im Ausdruck[25]
  6. Langsam. Ruhevoll. Empfunden
10. Sinfonia n. 4, in sol maggiore, per soprano solista, 1899-1900[26]
  1. Bedächtig. Nicht eilen
  2. Im gemachlicher Bewegung, ohne Hast
  3. Ruhevoll
  4. Sehr behaglich
11. Due Lieder da Des Knaben Wunderhorn, per voce e orchestra, 1899-1901
  1. Revelge
  2. Der Tamboursg'sell
12. Rückert-Lieder, cinque Lieder su testi di Friedrich Rückert, per voce e orchestra, 1901-1902
  1. Blicke mir nicht in die Lieder!
  2. Ich atmet' einen linden Duft
  3. Ich bin der Welt abhanden gekommen
  4. Um mitternacht
  5. Liebst du um Schoenheit
13. Sinfonia n. 5, in do diesis minore, 1901-1903
  1. Prima parte
    1. Trauermarsch
    2. Stürmisch bewegt mit grösster Vehemenz

  2. Seconda parte
    1. Scherzo

  3. Terza parte
    1. Adagietto
    2. Rondo-Finale
14. Kindertotenlieder, per voce e orchestra, su testi di Ruckert, 1901-1904
  1. Nun will die Sonn' so hell aufgeh'n
  2. Nun seh' ich wohl, warum so dunkle Flammen
  3. Wenn dein Mütterlein
  4. Oft denk' ich, sie sind nur ausgegangen!
  5. In diesem Wetter
15. Sinfonia n. 6, in la minore, 1903-1904
  1. Allegro energico, ma non troppo
  2. Scherzo. Wuchtig
  3. Andante moderato
  4. Finale
16. Sinfonia n. 7, in mi minore (o in si minore), 1904-1905
  1. Langsam. Allegro risoluto ma non troppo
  2. Nachtmusik I. Allegro moderato
  3. Scherzo. Schattenhaft
  4. Nachtmusik II. Andante amoroso
  5. Rondo-finale
17. Sinfonia n. 8, in mi bemolle maggiore, per 3 soprani, 2 contralti, tenore, baritono e basso solisti, coro di bambini e doppio coro misto, 1906 detta anche Dei mille.
  1. Inno Veni creator Spiritus[27]
  2. Scena finale del Faust di Johann Wolfgang von Goethe
18. Das Lied von der Erde, su testi di poeti cinesi riadattati da Hans Bethge in Die chinesiche Flöte, 1908.
  1. Das Trinklied vom Jammer der Erde
  2. Der Einsame im Herbst
  3. Von der Jugend
  4. Von der Schönheit
  5. Der Trunkene im Frühling
  6. Der Abschied
19. Sinfonia n. 9 in re maggiore, 1909
  1. Andante comodo
  2. Im Tempo eines gemachlichen Ländlers
  3. Rondo - Burleske
  4. Adagio
20. Sinfonia n. 10 in fa diesis maggiore, 1910 (incompiuta)
  1. Andante. Adagio
  2. Scherzo
  3. Purgatorio
  4. Scherzo: Der Teufel tanzt es mit mir
  5. Finale